# Стрельба из лука на Универсиадах
Соревнования по стрельбе из лука проводились на Универсиадах в 2003, 2005, 2009, 2011 и 2015 годах.

## Результаты

### Классический (олимпийский) лук

#### Мужчины
| Год  | Золото       | Серебро      | Бронза           |
| ---- | ------------ | ------------ | ---------------- |
| 2003 | Пан Джэхван  | Ли Чханхван  | Александр Сердюк |
| 2005 | Го Чжэнвэй   | Хон Сунчхиль | Чхве Ёнгван      |
| 2009 | Виктор Рубан | Ван Чжэнбан  | Дмитрий Грачёв   |
| 2011 | Лим Дон Хён  | Ким Уджин    | Ким Боп Мин      |
| 2015 | Ли Сынъюн    | Ку Бончхан   | Ким Уджин        |

#### Мужчины (команда)
| Год  | Золото           | Серебро          | Бронза  |
| ---- | ---------------- | ---------------- | ------- |
| 2003 | Франция          | Республика Корея | Китай   |
| 2005 | Украина          | Республика Корея | Россия  |
| 2009 | Республика Корея | Китайский Тайбэй | Италия  |
| 2011 | Китай            | Япония           | Франция |
| 2015 | Республика Корея | Китайский Тайбэй | Россия  |

#### Женщины
| Год  | Золото      | Серебро          | Бронза                |
| ---- | ----------- | ---------------- | --------------------- |
| 2003 | Пак Сун Хюн | Юн Миджин        | Ли Хёнджон            |
| 2005 | Ли Сон Джин | Екатерина Палеха | Виктория Коваль       |
| 2009 | Ким Йесыль  | Ким Юми          | Хема Буитрон Кортинас |
| 2011 | Ки Бо Бэ    | Чон Дасоми       | Чжо Бэйцзинь          |
| 2015 | Ки Бо Бэ    | Чхве Мисун       | Майя Ягер             |

#### Женщины (команда)
| Год  | Золото           | Серебро          | Бронза           |
| ---- | ---------------- | ---------------- | ---------------- |
| 2003 | Республика Корея | Китай            | Украина          |
| 2005 | Республика Корея | Украина          | Польша           |
| 2009 | Республика Корея | Украина          | Китай            |
| 2011 | Республика Корея | Украина          | Китайский Тайбэй |
| 2015 | Китайский Тайбэй | Республика Корея | Россия           |

#### Смешанная команда
| Год  | Золото           | Серебро          | Бронза  |
| ---- | ---------------- | ---------------- | ------- |
| 2003 | Республика Корея | Украина          | Польша  |
| 2011 | Республика Корея | Китайский Тайбэй | Украина |
| 2015 | Республика Корея | Китайский Тайбэй | Россия  |

### Блочный (составной) лук

#### Мужчины
| Год  | Золото            | Серебро             | Бронза            |
| ---- | ----------------- | ------------------- | ----------------- |
| 2003 | Даниэль Бауро     | Джо Ёнгджун         | Дрю Лэшэр         |
| 2005 | Сергио Паньи      | Флорьян Фошер       | Даниэль Бауро     |
| 2009 | Стивен Гатто      | Федерико Петтенаццо | Данзан Халудоров  |
| 2011 | Александр Дамбаев | Чхве Ёнхи           | Себастьян Брассёр |
| 2015 | Ким Джонхо        | Ким Тхэюн           | Ренауд Домански   |

#### Мужчины (команда)
| Год  | Золото           | Серебро    | Бронза  |
| ---- | ---------------- | ---------- | ------- |
| 2003 | Республика Корея | Нидерланды | США     |
| 2005 | Республика Корея | США        | Мексика |
| 2009 | США              | Мексика    | Россия  |
| 2011 | Франция          | Мексика    | США     |
| 2015 | Республика Корея | Мексика    | Италия  |

#### Женщины
| Год  | Золото          | Серебро             | Бронза              |
| ---- | --------------- | ------------------- | ------------------- |
| 2003 | Чхои Миён       | Мэри Зорн           | Софья Гончарова     |
| 2005 | Амандин Буйо    | Ким Хёсун           | Арминда Бастос      |
| 2009 | Сок Джихюн      | Виктория Бальжанова | Эрика Джонс         |
| 2011 | Полина Никитина | Кендалл Найсли      | Виктория Бальжанова |
| 2015 | Сон Юнсу        | Тойя Черне          | Стефания Салинас    |

#### Женщины (команда)
| Год  | Золото           | Серебро          | Бронза           |
| ---- | ---------------- | ---------------- | ---------------- |
| 2003 | США              | Республика Корея | Италия           |
| 2005 | Республика Корея | Россия           | Турция           |
| 2009 | Китайский Тайбэй | Россия           | Республика Корея |
| 2011 | Республика Корея | Россия           | Индия            |
| 2015 | Россия           | США              | Республика Корея |

#### Смешанная команда
| Год  | Золото           | Серебро | Бронза           |
| ---- | ---------------- | ------- | ---------------- |
| 2009 | Россия           | США     | Республика Корея |
| 2011 | Республика Корея | США     | Италия           |
| 2015 | Республика Корея | Индия   | Бельгия          |

## Медальный зачёт
| Место | Страна           | Золото | Серебро | Бронза | Всего |
| ----- | ---------------- | ------ | ------- | ------ | ----- |
| 1     | Республика Корея | 28     | 16      | 7      | 51    |
| 2     | Россия           | 4      | 4       | 8      | 16    |
| 3     | США              | 3      | 6       | 4      | 13    |
| 4     | Китайский Тайбэй | 3      | 5       | 2      | 10    |
| 5     | Франция          | 3      | 1       | 2      | 6     |
| 6     | Украина          | 2      | 5       | 5      | 12    |
| 7     | Италия           | 2      | 1       | 5      | 8     |
| 8     | Китай            | 1      | 1       | 2      | 4     |
| 9     | Мексика          | 0      | 3       | 3      | 6     |
| 10    | Индия            | 0      | 1       | 1      | 2     |
| 11    | Япония           | 0      | 1       | 0      | 1     |
| 11    | Нидерланды       | 0      | 1       | 0      | 1     |
| 11    | Словения         | 0      | 1       | 0      | 1     |
| 14    | Бельгия          | 0      | 0       | 2      | 2     |
| 14    | Польша           | 0      | 0       | 2      | 2     |
| 16    | Дания            | 0      | 0       | 1      | 1     |
| 16    | Испания          | 0      | 0       | 1      | 1     |
| 16    | Турция           | 0      | 0       | 1      | 1     |